# Lichtkeimer
Als Lichtkeimer bezeichnet man Pflanzen, deren Samen zur Keimung – zusätzlich zu den üblichen Keimbedingungen Wasser, Wärme und Sauerstoff – auch Licht benötigen. Die Steuerung dieses Vorganges erfolgt über Photorezeptoren des Phytochromsystems.
Bei Herstellung des Saatbetts und der Aussaat muss darauf geachtet werden, dass die Erdschicht, welche die Samen (Saatgut) bedeckt, höchstens so dick ist wie diese selbst. Durch Regen oder Gießwasser können die Samen leicht weggespült werden. Im kleinen Maßstab kann das Pflanzgefäß mit einer transparenten Folie bedeckt werden, um ein Austrocknen der Oberfläche zu verhindern.
Die meisten Kräuterarten sind Lichtkeimer. Bei der Neuanlage blumenbunten Grünlandes muss bei der Wahl der Einsaattechnik deshalb darauf geachtet werden, dass diese zu lichtkeimenden Arten passt. Die in der Landwirtschaft übliche Scheiben-Schlitzeinsaat ist für diesen Zweck nicht geeignet.
Typische Lichtkeimer sind:
- Blutweiderich (Lythrum salicaria)[1]
- Dill (Pflanze) (Anethum graveolens)
- Gartenkresse (Lepidium sativum)
- Karotte (Daucus carota subsp. sativus)
- Kopfsalat (Lactuca sativa)
- Roggen (Secale cereale)
- Senf (Sinapis alba L.)
- Sellerie (Apium graveolens)
- Tomate (Solanum lycopersicum)
- Roter Fingerhut (Digitalis purpurea)
- Virginischer Tabak (Nicotiana tabacum)[1]

Die gärtnerischen Samen sind meist relativ klein und bieten dem Keimling nicht genügend Energie, um eine dicke Bodenschicht zu durchdringen. Im Gärtnereibetrieb werden Samen von Lichtkeimern meistens der Bestrahlung mit rotem bis infrarotem Licht ausgesetzt. Ohne diese Maßnahme ist die Keimfähigkeit stark vermindert.
Durch Stratifikation oder Behandlung des Saatgutes mit Stoffen wie Gibberellinsäure kann die Keimruhe der Pflanzensamen verkürzt werden.